# Bélgica en los Juegos Olímpicos de París 2024
Bélgica estuvo representada en los Juegos Olímpicos de París 2024 por un total de 166 deportistas que compitieron en 21 deportes. Responsable del equipo olímpico es el Comité Olímpico e Interfederal Belga, así como las federaciones deportivas nacionales de cada deporte con participación.
Los portadores de la bandera en la ceremonia de apertura fueron el jinete Jérôme Guéry y la jugadora de baloncesto Emma Meesseman.

## Medallistas
El equipo olímpico de Bélgica obtuvo las siguientes medallas:
| Nombre                | Deporte           | Competición    |
| --------------------- | ----------------- | -------------- |
| Oro                   |                   |                |
| Nafissatou Thiam      | Atletismo         | Heptatlón F    |
| Remco Evenepoel       | Ciclismo en ruta  | Contrarreloj M |
| Remco Evenepoel       | Ciclismo en ruta  | Ruta M         |
| Plata                 |                   |                |
| Bashir Abdi           | Atletismo         | Maratón M      |
| Bronce                |                   |                |
| Noor Vidts            | Atletismo         | Heptatlón F    |
| Fabio Van den Bossche | Ciclismo en pista | Ómnium M       |
| Wout van Aert         | Ciclismo en ruta  | Contrarreloj M |
| Lotte Kopecky         | Ciclismo en ruta  | Ruta F         |
| Gabriella Willems     | Judo              | –70 kg F       |
| Sarah Chaari          | Taekwondo         | –67 kg F       |